# Lako je sve (pjesma)
"Lako je sve" je osmi singl s istoimenog albuma sastava Feminnem. Pjesma je predstavljala Hrvatsku na Pjesmi Eurovizije 2010. godine u Oslu. 
Pjesma je prijavljena na Doru 2010. gdje je nastupala u polufinalnoj večeri kao prva pjesma po redu. Nakon glasovanja, pjesma je dobila ukupno 1.137 telefonskih glasova i time zauzela 4. mjesto, što joj je osiguralo prolazak u finale. U finalu je pjesma dobila 16. mjesto po redu te je nastupila posljednja nakon pjesme "Jobrni je jobrni". Nakon finalnog glasovanja, pjesma je dobila 16 bodova od glasova stručnog žirija, maksimalnih 16 bodova od glasova publike te je tako s uvjerljiva 32 boda osvojila prvo mjesto i nastup u Oslu. 
Nakon preliminarnog ždrijeba, odlučeno je da će pjesma nastupati 15. tijekom druge polufinalne večeri 27. svibnja 2010. Nakon održanog polufinala, Hrvatska je bila među 7 zemalja koje nisu izborile nastup u finalu Eurosonga. Ukupno je dobila 33 boda, što je bilo dovoljno za 13. mjesto.

## Popis pjesama
| 1.    | »Lako je sve«                    | 3:02 |
| 2.    | »Easy To See« (engleska verzija) | 3:01 |
| 3.    | »Semplice« (talijanska verzija)  | 3:01 |
| 4.    | »Ljehko vsoj« (ruska verzija)    | 3:02 |
| 5.    | »Lako je sve« (instrumental)     | 3:01 |
| 15:07 |                                  |      |